# Kameno doba
Kameno doba je izraz kojim se označava najstarije razdoblje prapovijesti. U okviru kultura toga doba čovjek je izrađivao oružje i oruđe pretežito od kamena, ne poznajući još obradu metala. Prvu periodizaciju prapovijesti definirao je danski arheolog Christian Jürgensen Thomasen 1836 g. Njegov "troperiodni sustav" kojim se prapovijest dijeli na kameno, brončano i željezno doba postaje temeljem svih kasnijih periodizacija. Godine 1865. britanski arheolog John Lubbock kameno doba dijeli na starije kameno doba ili paleolitik i mlađe kameno doba ili neolitik. Godine 1872. Hodder M. Westropp uvodi srednje kameno doba ili mezolitik.

### Podjela kamenog doba
1. Paleolitik ili starije kameno doba je razdoblje u kojem se pojavljuje čovjek i nastaju najstarije kulture, od prije 2 500 000 ili 2 000 000 god. do 10 000 pr. Kr. te obuhvaća cijeli pleistocen, koji je obilježen izmjenama ledenih razdoblja (oledbe, glacijali) s razdobljima zatopljenja (interglacijali, termali). Način života, kao i u mezolitiku koji se na nj nastavlja, obilježava lov i skupljanje plodova. Obično se dijeli na stariji (donji), srednji i mlađi (gornji). Neki autori govore i o kasnom paleolitiku (10 000 pr. Kr. – 8000 pr. Kr.). Ponekad se kulture starijega i srednjega paleolitika zajednički nazivaju protolitik), a one mlađega paleolitika i mezolitika miolitik.[4]
2. Mezolitik ili srednje kameno doba, u prapovijesti, prijelazno razdoblje između paleolitika i neolitika; približno se datira od 10 000. do 6500 pr. Kr.[5] Kada se umjesto mezolitika rabi naziv srednje kameno doba, valja razlikovati mezolitik kao razdoblje između paleolitika i neolitika od srednjega kamenoga doba u Africi, koje vremenski odgovara srednjemu paleolitiku u Europi; neki autori to prijelazno razdoblje raščlanjuju na epipaleolitik ili produženi paleolitik i protoneolitik, odnosno razdoblje koje je prethodilo klasičnomu neolitiku.[2]
3. Neolitik ili mlađe kameno doba; razdoblje u kojemu nastaju prve sjediteljske ljudske zajednice s trajnim naseljima i čvrstim nastambama, utemeljene na uzgoju biljaka i pripitomljivanju životinja. Prije oko 10 000 god. s holocenom i otopljivanjem nastaju povoljniji uvjeti za prijelazak čovjeka s lovačkoga i skupljačkoga načina života na vlastitu proizvodnju hrane. Neolitik počinje oko 6500 pr. Kr., a polovicom IV. tisućljeća pr. Kr. (3500 god. pr. Kr.) prodire šira uporaba metala kojom se završava neolitik, a počinje bakreno doba ili eneolitik.[6]

## Poveznice
- Hrvatski povijesni prostor u starijem kamenom dobu
- Hrvatski povijesni prostor u srednjem kamenom dobu
- Hrvatski povijesni prostor u mlađem kamenom dobu